# ひるの散歩道
『ひるの散歩道』（ひるのさんぽみち）とは、NHKラジオ第1で1975年4月7日から2008年3月28日まで、日曜日と年末年始（2005年度までは高校野球期間も含む）をのぞいて毎日放送された番組である。
NHKラジオの17年ぶりとなる大改編に伴い、時間帯を移動し『歌の散歩道』に衣替えする形で終了した。
北海道留萌市のコミュニティ放送局「エフエムもえる」では現在も同じ番組名で平日12時から1時間放送されているが、NHKで放送されていた本番組との関連性は一切ない。

## 概要
1994年前半までは、NHK見学者コースの公開スタジオからの公開生放送。演歌歌手を中心に、毎日1〜2名程度の歌手や音楽演奏家が出演してその歌手や演奏家の楽曲を生演奏で披露した。
その後、見学者コースが『NHKスタジオパーク』へのリニューアル工事を行うことになったため、1994年後半からは、東京のラジオセンター132スタジオ（都合により402スタジオで行う場合あり）からの放送は、ゲスト歌手・演奏家のトークとレコード・CDから流す楽曲で構成される形に、そして公開放送（生演奏も）は原則として地方での事前録音のみとなった。ただし、2007年5月4日の放送では東京の放送センターの催しイベントである「渋谷DEどーも」の特設ステージから公開生放送が行われた。
2006年度からは132スタジオからの放送の場合、12:52からはユアソングが放送された。

## 放送曜日と放送時間
放送時間は12:30 - 12:55であったが、2005年4月からは『こんにちは!80ちゃんです』の放送開始に伴い、13:05 - 13:30に移動（ただしスタジオからの放送時は最後に1曲放送するため、13:26.30ごろで終了する場合があった）。このときNHKワールド・ラジオ日本での放送はいったん終了した。
『こんにちは!80ちゃんです』が11時台に移動した2006年度からはふたたび12:30 - 12:55の放送時間帯に戻した。FM放送にてステレオで同時放送を開始（ただし、FM放送で祝日に特集番組が行われる場合はFMでの放送は休止されることがあった）したことにより、高校野球期間中（全国・地方大会を問わず）であっても1年通して毎日聴くことができた（ただし、高校野球地方大会がFMで放送される地域では例外もあった）。NHKワールド・ラジオ日本での同時放送も再開され、同じくNHKワールド・ラジオ日本で日本時間火曜日から土曜日の1:30 - 1:55と3:30 - 3:55に同日放送分（土曜日昼の放送分をのぞく）の時差放送も行われた。
2007年度は月曜日から金曜日までの放送となり、これまで放送されていた土曜日放送分は終了し、後枠はこれまで土曜日11:05から放送されていた『民謡をたずねて』がこの時間帯に移される。この番組もラジオ第1、FM、国際放送の3波で同時放送された。
NHKが2008年度に抜本的なラジオ改編を実施することとなり、番組は33年で終了となった（当該枠は新たな昼ワイド番組『ふるさとラジオ』）。

## メインパーソナリティ（担当司会者）
パーソナリティ（司会者）は、NHKのアナウンサーがひとりで担当した。担当者はとくに（完全に）決まっているわけではなく、シフト制になっていた。
基本的にはNHK東京渋谷のスタジオから放送されたが、月に数回程度、東京渋谷を離れての公開放送となった。公開放送の司会者（パーソナリティ）は場所（会場）によりけりで、東京周辺が会場の場合はNHK東京のアナウンサーが、それ以外の場合は公開放送会場に1番近いNHK放送局のアナウンサーが担当した。
平常時の放送（公開放送でない）時に、おもに（よく）パーソナリティを担当していたアナウンサーを以下に挙げる。2006年4月ごろから2006年12月ごろまでは以下のとおり。
- 秋山隆 （土曜日に担当することが多かった）
- 肥土貴美男
- 阿部陽子
- 小野卓司
- 恩蔵憲一
- 葛西聖司
- 加治章 （金曜日に担当することが多かった）
- 金子辰雄 （木曜日に担当することが多かった）
- 後藤繁榮 （水曜日に担当することが多かった）
- 斎康敬
- 斎藤政直
- 伊達正隆
- 比留木剛史
- 藤崎弘士

## 東北地方の別編成
東北地方の放送局では、ラジオ第1放送については民謡番組『民謡をどうぞ』を放送するために、2006年度までは土曜日、2007年度は金曜日の放送がそれぞれ休止され、その日に当番組を聴くにはFM放送かNHKワールド・ラジオ日本を利用する必要があった。